# 蕎麦全書
『蕎麦全書』（そばぜんしょ）は、江戸時代の寛延4年（1751年）に日新舎友蕎子（にっしんしゃ ゆうきょうし）が脱稿した書籍。当時の蕎麦の事情に詳しく、蕎麦や蕎麦文化史を研究する貴重な史料となっている。
2006年には『現代語訳「蕎麦全書」伝』（新島繁 校注、藤村和夫訳解、ハート出版、ISBN 978-4892955433）が出版された。

## 著者について
著者は日新舎 友蕎子（にっしんしゃ ゆうきょうし）。筆名であり素性は不明である。他の史料でこの名前がみつかったこともなく、『蕎麦全書』の中にも自身について記していることは多くない。
友蕎子自身の住居やヒントになりそうな記述としては以下のようなものがある。
- 幼いころに浅草花川戸にあった店のことを知っている。
- 堀江町、日本橋小舟町、和泉町、堺町にある店を住居の近辺と記している。
- 一人称が予（余）である。
- 姓氏のある友人を持つ。
- 本朝食鑑といった当時の文献に目を通している。

江戸ソバリエ協会のほしひかるは以上の情報と友蕎子が深大寺そばへの親しみが多くみられること、天明7年 (1787年)刊行の江戸買物案内書『七十五日』に「源代寺そば粉 桝屋」と記載がある（ほしは源代寺は深大寺の誤りと判断しているが、特に理由は記していない）ことから、深大寺そば粉桝屋の主人が友蕎子の正体ではないかと推測している。

## 構成
上、中、下の3巻からなり、半紙版の袋とじ。1ページに12行で、1行は約20字前後で計120ページからなる。

### 巻之上
- 新蕎麦の事
- 深大寺蕎麦の事
- 蕎麦仕様概略の事
- 役味概略の事
- 江戸中蕎麦切屋の名目の事
- そば後蕎麦湯を出す事

### 巻之中
- 蕎麦の角力の事
- 友蕎子手製蕎麦入用之具
- 手製蕎麦家法
- 家製蕎麦汁之法
- 家製に用る役味の品
- 役味総解

### 巻之下
- けんどんそば始りの事
- ぶっかけそば始りの事
- 新吉原蕎麦切屋はじまりの事
- 精進に用ゆる華鰹を仕様の事
- 蕎麦を煉るに色々法有る事
- 蕎麦切屋と云はずして大方温飩屋と唱ふる事
- 蕎麦切屋のそば小麦粉を入る割の事
- 蕎麦後吸い物の事
- 蕎麦を消す薬の事
- 蕎麦の出る諸州所々の事
- 諸国名の有る蕎麦の事
- 江戸中蕎麦切屋名寄付名目
- 江戸中麪粉屋名寄
- 馬喰町蕎麦切屋大に減ぜし事
- 河漏を蕎麦切の文字にする事
- 卵麪こしらへ様の事
- 駅路そばの事
- 素麪をそば切料理にして食す仕様の事
- 大麦切仕様の事
- 麦飯拵へ様の事
- 葛粉切拵様の事
- 温飩煮法有る事
- 冷麦切煮様の事
- 米切拵様の事